# アレクサンドル・ヴェルジビロヴィチ
アレクサンドル・ヴァレリアノヴィチ・ヴェルジビロヴィチ(ロシア語: Александр Валерианович Вержбилович、ラテン文字表記の例:Aleksandr Valerianovich Verzhbilovich、1850年1月8日(ユリウス暦1849年12月27日) - 1911年3月15日(ユリウス暦3月2日))は、帝政ロシア時代のチェリスト、作曲家、音楽教師。サンクトペテルブルク音楽院教授。ポーランド系ロシア人。日本語表記にはヴェルジュビロヴィチもある。

## 概要
サンクトペテルブルクに生まれる。サンクトペテルブルク音楽院でカルル・ダヴィドフにチェロを学び、1871年に卒業する。1877年にサンクトペテルブルクのイタリア・オペラ団管弦楽団の首席チェロ奏者となり1882年まで務め、ついで1885年までの間は、マリインスキー劇場管弦楽団の首席チェロ奏者を務めている。ソリスト、室内楽奏者としても精力的に活動し、協演したピアニストは、アントン・ルビンシテイン、ワシーリー・サフォーノフ、アレクサンドル・ジロティ、アンナ・エシポワ、フェリックス・ブルーメンフェルト、セルゲイ・ラフマニノフ等がいる。エシポワとはヴァイオリンのレオポルト・アウアーを加えたトリオでも協演している。なお、ヴェルジビロヴィチは、しばしばポーランドへの演奏旅行を行っているが、その際は常にポーランド人の二人―ピアニストのアレクサンドル・ミハウォフスキ、ヴァイオリニストのスタニスラフ・バルツェヴィツとトリオを組んでいた。また、1880年よりダヴィドフがメンバーであったサンクトペテルブルク・ロシア音楽協会弦楽四重奏団にその後継として加わっている。
チャイコフスキーの弦楽六重奏曲「フィレンツェの思い出」の初演には、1890年9月に行われたごく少数の作曲者の友人を招いて行われた第1稿初演、1892年の第2稿による正式な初演の両方に参加した。また、ダヴィドフ追悼のために作曲されたアレンスキーのピアノ三重奏曲第1番の初演(1895年)にも加わっている。
1882年からサンクトペテルブルク音楽院でチェロ奏法を教え始め、途中僅かな中断をはさんだものの、亡くなる1911年まで母校で教え続けた。1890年に教授に昇進している。門弟には、セミョーン・コゾルポフ、レオポリド・ロストロポーヴィチ、エフゲニー・ヴォリフ＝イズラエリ、ドミトリー・ブズリ、ステファン・ヴィリコンスキー等がいる。作曲家としては、ワルツ、練習曲などのチェロの小品を遺したほか、チャイコフスキー等の作品をチェロのために編曲している。
アレクサンドル・グラズノフは、ヴェルジビロヴィチのために「2つの小品 作品20」、「吟遊詩人の歌 作品70」を、ダーヴィト・ポッパーは「スペイン舞曲集 作品54」を作曲し献呈している。エドゥアルド・ナープラヴニークもヴェルジビロヴィチに曲を捧げている。